# Sommer-Paralympics 2016/Teilnehmer (Pakistan)
| stlisierte Goldmedaille | stlisierte Silbermedaille | stlisierte Bronzemedaille |
| ----------------------- | ------------------------- | ------------------------- |
| —                       | —                         | 1                         |

Pakistan entsendete zu den Paralympischen Sommerspielen 2016 in Rio de Janeiro einen Athleten. Entsandt wurde Haidar Ali, welcher auch eine Bronzemedaille errang.

## Teilnehmer nach Sportart

### Leichtathletik
| Männer     |                |   |   |   |   |        |   |        |
| Haider Ali | Weitsprung T37 | - | - | - | - | 6,28 m | 3 | Bronze |